# Jean-Loup Puget
Pour les articles homonymes, voir Puget (homonymie).
Compléments
Directeur de l'Institut d'astrophysique spatiale de 1998 à 2005
 Membre de l'Académie des sciences
Jean-Loup Puget, né le 7 mars 1947 à Chalon-sur-Saône, est un astrophysicien français. Jean-Loup Puget est directeur de recherche émérite au CNRS. En astrophysique théorique et observationnelle, Jean-Loup Puget a travaillé sur l'origine du rayonnement gamma galactique et extragalactique, la structure du milieu interstellaire et la formation des étoiles, et la cosmologie. Son domaine actuel de prédilection concerne les observations du fond cosmologique.

## Biographie
Jean-Loup Puget et ses collaborateurs ont été les premiers à identifier le fond diffus infrarouge dans les données de COBE.
Il est également, avec Alain Léger, à l'origine de l'hypothèse selon laquelle la série de bandes infrarouges observée dans de nombreux objets astrophysiques serait due à l'émission d'hydrocarbures aromatiques polycycliques.
Actuellement, il est investigateur principal (PI) du module HFI de la mission spatiale Planck.
Il fut pendant deux mandats directeur de l'IAS, de 1998 à 2005.
Il est membre de l'Académie des sciences (France) depuis 2002 et lauréat du Prix Jean-Ricard en 1989. La médaille du  COSPAR (COSPAR Space Science Award) lui a été décernée en 2014.
En 2018, Jean-Loup Puget, Nazzareno Mandolesi et la Planck Team ont reçu le prix Gruber de cosmologie. Il a également reçu le prix Shaw en astronomie la même année.

## Direction de thèses
Il a dirigé plusieurs thèses, notamment celle de l'astrophysicienne Nabila Aghanim à l'université Paris-Diderot en 1996.

## Publications
- Alain Aspect, Sébastien Balibar, Roger Balian, Gérald Bastard, Jean-Philippe Bouchaud, Édouard Brézin, Bernard Cabane, Françoise Combes, Thérèse Encrenaz, Stephan Fauve, Albert Fert, Mathias Fink, Antoine Georges, Jean-François Joanny, Daniel Kaplan, Daniel Le Bihan, Pierre Léna et Hervé Le Treut, Demain, la physique, Paris, Odile Jacob, 2009 (1re éd. 2004), 353 p. (ISBN 978-2-7381-2305-3, lire en ligne)